# Lasiocercis villiersi
Lasiocercis villiersi là một loài bọ cánh cứng trong họ Cerambycidae.